# 阿姆布勒公園 (加利福尼亞州)
安布勒公園（英語：Ambler Park）是位於美國加利福尼亞州蒙特雷縣的一個非建制地區。該地的面積和人口皆未知。

## 地理
安布勒公園的座標為36°34′35″N 121°43′13″W / 36.57639°N 121.72028°W，而該地的平均海拔高度為87米（即285英尺）。